# Juan Manuel Villalba (calciatore 2006)
Juan Manuel Villalba (Moreno, 15 marzo 2006) è un calciatore argentino, difensore del Gimnasia (LP).

## Caratteristiche tecniche
È un difensore centrale.

## Carriera

### Club
È cresciuto nel settore giovanile del Vélez Sarsfield, club con cui ha firmato il suo primo contratto professionistico il 5 aprile 2022. Il 6 gennaio 2025 è stato acquistato a titolo definitivo dal Gimnasia (LP), con cui ha debuttato in competizioni professionistiche il 15 marzo seguente nell'incontro di prima divisione argentina perso 2-1 contro il Rosario Central.

### Nazionale
Nel 2023 con la Argentina Under-17 ha partecipato al campionato sudamericano di categoria (dove ha conquistato un terzo posto) ed al Mondiale di categoria
Nel 2025 con l'Under-20 ha partecipato al campionato sudamericano di categoria.

## Statistiche

### Presenze e reti nei club
Statistiche aggiornate al 7 agosto 2025.
| Stagione        | Squadra         | Campionato      | Campionato | Campionato | Coppe nazionali | Coppe nazionali | Coppe nazionali | Coppe continentali | Coppe continentali | Coppe continentali | Altre coppe | Altre coppe | Altre coppe | Totale | Totale | Totale |
| Stagione        | Squadra         | Comp            | Pres       | Reti       | Comp            | Pres            | Reti            | Comp               | Pres               | Reti               | Comp        | Pres        | Reti        | Pres   | Reti   |        |
| --------------- | --------------- | --------------- | ---------- | ---------- | --------------- | --------------- | --------------- | ------------------ | ------------------ | ------------------ | ----------- | ----------- | ----------- | ------ | ------ | ------ |
| 2024            | Gimnasia (LP)   | PD              | 4          | 0          | CA+CdL          | 1+0             | 0               |                    | -                  | -                  |             | -           | -           | 5      | 0      |        |
| Totale carriera | Totale carriera | Totale carriera | 4          | 0          |                 | 1               | 0               |                    | -                  | -                  |             | -           | -           | 5      | 0      |        |